# Bitwa nad Vuelta de Obligado
Bitwa nad Vuelta de Obligado – bitwa morska z dnia 20 listopada 1845 roku na wodach rzeki Parana pomiędzy siłami Konfederacji Argentyńskiej pod przywództwem generała Lucio Norberto Mansilli a flotą brytyjsko-francuską.

## Przyczyny
Juan Manuel de Rosas, dyktator Konfederacji Argentyńskiej, uprawiał politykę gospodarczą opartą na wysokich cłach handlowych. Stało to w sprzeczności z interesami gospodarczymi Wielkiej Brytanii i Francji, szczególnie, że szerokie koryto Parany stanowiło bramę nie tylko do wewnętrznych prowincji Argentyny, omijając punkty celne skoncentrowane przy Buenos Aires, ale także do Paragwaju. Ponieważ Rosas stał na stanowisku, że transport po rzekach argentyńskich jest wewnętrzną sprawą Argentyny, Wielka Brytania i Francja postanowiły przeciwstawić się mu płynąc w górę rzeki w sile 11 okrętów wojennych, które miały oczyścić drogę dla czekających okrętów handlowych.

## Wynik bitwy
Argentyńczycy posiadali tylko 3 okręty wojenne (w tym brygantynę Republicano i dwie kanonierki: Restaurador i Lagos), słabiej wyposażone niż okręty brytyjskie i francuskie, oraz nadbrzeżne baterie armat i pewną liczbę barek. Rozciągnięto także łańcuchy w poprzek Parany.
Chociaż siły brytyjsko-francuskie przebiły się przez argentyńską blokadę rzeki, to jednak poniosły straty zaś uszkodzenia ich okrętów wymagały napraw awaryjnych. Okręty brytyjsko-francuskie były także później atakowane w górnej części rzeki, zaś część okrętów handlowych zrezygnowała z wyprawy w górę Parany.
Chociaż siły brytyjsko-francuskie odniosły zwycięstwo militarne, to Konfederacja Argentyńska odniosła zwycięstwo polityczno-gospodarcze, gdyż pokazała, że jest w stanie stawić opór siłom brytyjsko-francuskim oraz zablokować dostęp do Parany brytyjskim i francuskim okrętom handlowych.

## Następstwa
Wielka Brytania i Francja uznały, że otwarty konflikt militarny nie jest dobrym rozwiązaniem, i zrewidowały swoje stanowisko względem wewnętrznej polityki gospodarczej Konfederacji Argentyńskiej.
Bitwa miała także znaczenie dla polityki południowo-amerykańskiej: Chile i Brazylia zmieniły swoje stanowisko i stały się bardziej przyjazne Argentynie, zaś opór przeciwko wspólnemu wrogowi zjednoczył część podzielonych argentyńskich frakcji politycznych, co ułatwiło późniejsze uchwalenie konstytucji w 1853 roku.
Rocznica bitwy nad Vuelta de Obligado jest świętowana podczas Dnia Suwerenności Narodowej.